# Montayral
Montayral é uma comuna francesa na região administrativa da Nova Aquitânia, no departamento Lot-et-Garonne. Estende-se por uma área de 24,56 km². Em 2010 a comuna tinha 2 735 habitantes (densidade: 111,4 hab./km²).